# Centre Martorell d'Exposicions
El Centre Martorell d'Exposicions, abans conegut com a Museu Martorell, està situat al parc de la Ciutadella de Barcelona, i forma part del Museu de Ciències Naturals de Barcelona. Des del 2022, el director és Carles Lalueza Fox.

## Història
A la seva mort, Francesc Martorell i Peña (1822-1878) va llegar a l'Ajuntament de Barcelona la seva col·lecció de ciències naturals i d'arqueologia, juntament amb la seva biblioteca i recursos econòmics per la construcció d'un museu. L'edifici, el primer construït a la ciutat com a museu públic, fou encarregat a l'arquitecte Antoni Rovira i Trias, malgrat que hi havia un projecte previ del 1874 de Josep Fontseré i Mestre, rebutjat per l'Ajuntament en el marc dels contenciosos d'aquest amb els arquitectes titulats.
Va ser inaugurat el 25 de setembre de 1882 per l'alcalde Rius i Taulet, amb el nom de Museo Martorell de Arqueología y Ciencias Naturales. El primer director va ser Manuel Martorell i Peña, que va morir el 1890 i va ser substituït per Artur Bofill i Poch. A partir del 1891, es va dedicar exclusivament a les ciències naturals, ja que la col·lecció de zoologia i botànica es va instal·lar al Castell dels Tres Dragons. Aquell mateix any es va adquirir la col·lecció Baron de paleontologia, que incorporava 12.000 peces de tot Europa. Abans d'acabar el segle xix, hi van ingressar diverses col·leccions per donació, com les procedents de l'Exposició Universal de 1888, la de sals de Cardona i les col·leccions Antiga i Saura.
A principis del segle xx, es va iniciar la col·lecció i exposició a l'aire lliure de grans blocs de roques, fet que va coincidir amb la creació de la Junta de Ciències Naturals de l'Ajuntament (1906), on eren presents Jaume Almera i Comas, Artur Bofill i Poch i Norbert Font i Sagué. A partir del 1924, va passar a ser un museu de geologia exclusivament, i al llarg dels anys, la col·lecció es va anar incrementant amb l'adquisició i llegat de noves peces.
L'any 2010 va tancar, i el 2021 es van iniciar les obres de rehabilitació, dirigides per l'equip VGV (Oriol Valls, Izaskun González i Ramon Valls).
El 2023 va reobrir sota el nom de Centre Martorell d'Exposicions, amb exposicions temporals sobre ciències naturals i la permanent Una història no tan natural: Els públics i les ciències naturals, dels gabinets als museus.

## Edifici
Situat entre l'Umbracle i l'Hivernacle, és un edifici exempt constituït per tres cossos rectangulars, el central més curt que els laterals. Té una superfície d'uns 1.100 m² i està catalogat com a bé cultural d'interès local.
El cos central, que es correspon amb el vestíbul, oficines i biblioteca, està format per un pòrtic amb quatre columnes dòriques de pedra de Montjuïc que aguanten un entaulament amb frontó triangular, que es recolza sobre cartel·les. El timpà està decorat amb un relleu on es veu l'escut de Barcelona al centre envoltat d'element vegetals. A ambdós costats del pòrtic hi ha adossades dues làapides que commemoren la inauguració del museu i dues escultures dedicades als naturalistes Jaume Salvador i Pedrol i Félix de Azara, obra d'Eduard Alentorn (1882-1887).
Els cossos laterals són dues naus molt allargades amb teulada a doble vessant. Els murs estan decorats amb pilastres que es distribueixen seguint un ritme regular; aquestes en comptes de capitell tenen una palmeta en relleu i aguanten un fris llis. Entre les pilastres s'obren finestres rectangulars amb la llinda aguantada per pilars amb el capitell decorat amb un relleu geomètric. El fris està decorat únicament amb petites pilastres que són la continuació de les inferiors, decorades amb un relleu. Per sobre hi ha una cornisa on es recolza un mur llis amb la continuació de les pilastres coronades amb palmetes. A l'interior són espais oberts amb un pas elevat perimetral.
La façana posterior és similar a la principal però el pòrtic es substituït per quatre pilastres, amb una escalinata al centre que mena a la porta, i el frontó triangular per un d'esglaonat sense decoració. Aquesta va ser modificada durant les obres de rehabilitació del 2021 per tal de dotar-la d'un nou accés des de fora del parc. Es van obrir dos grans finestrals entre les pilastres i es va ampliar la portalada; es va rebaixar l'accés a nivell de carrer, eliminant les escales originals, per tal de fer accessible el museu a persones amb mobilitat reduïda.

## Galeria d'imatges

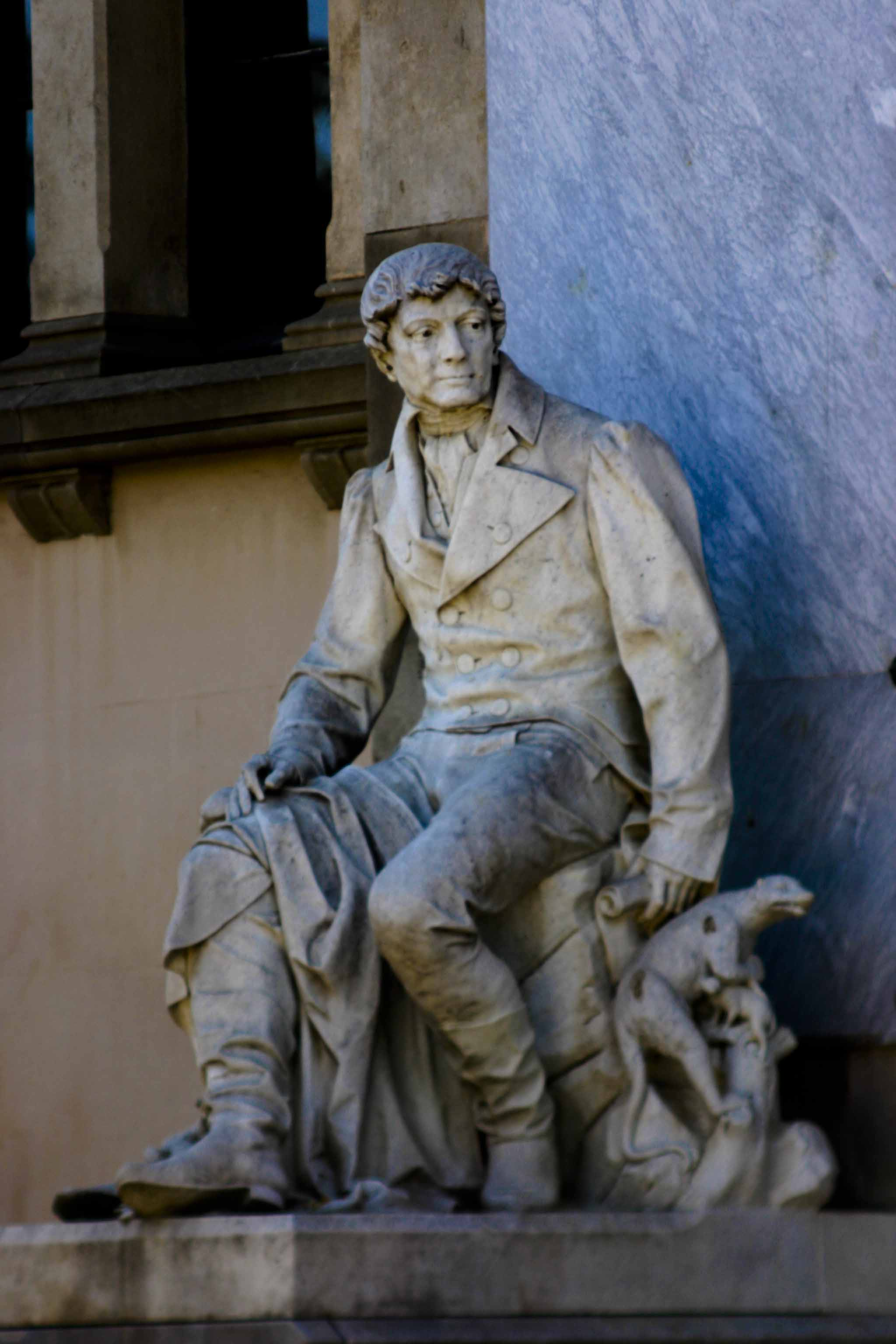
Escultura de Félix de Azara, obra d'Eduard Alentorn
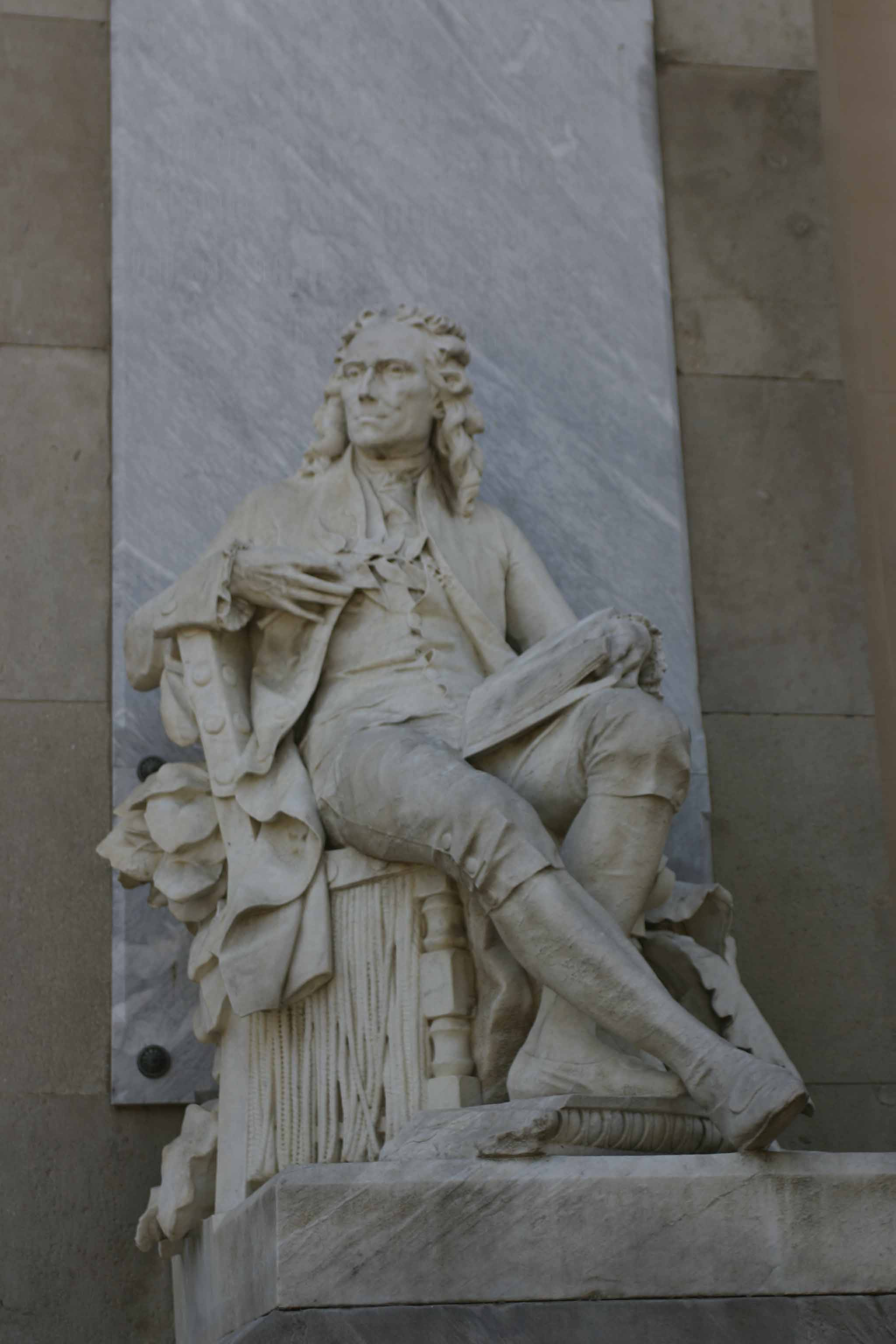
Escultura de Jaume Salvador i Pedrol, obra d'Eduard Alentorn
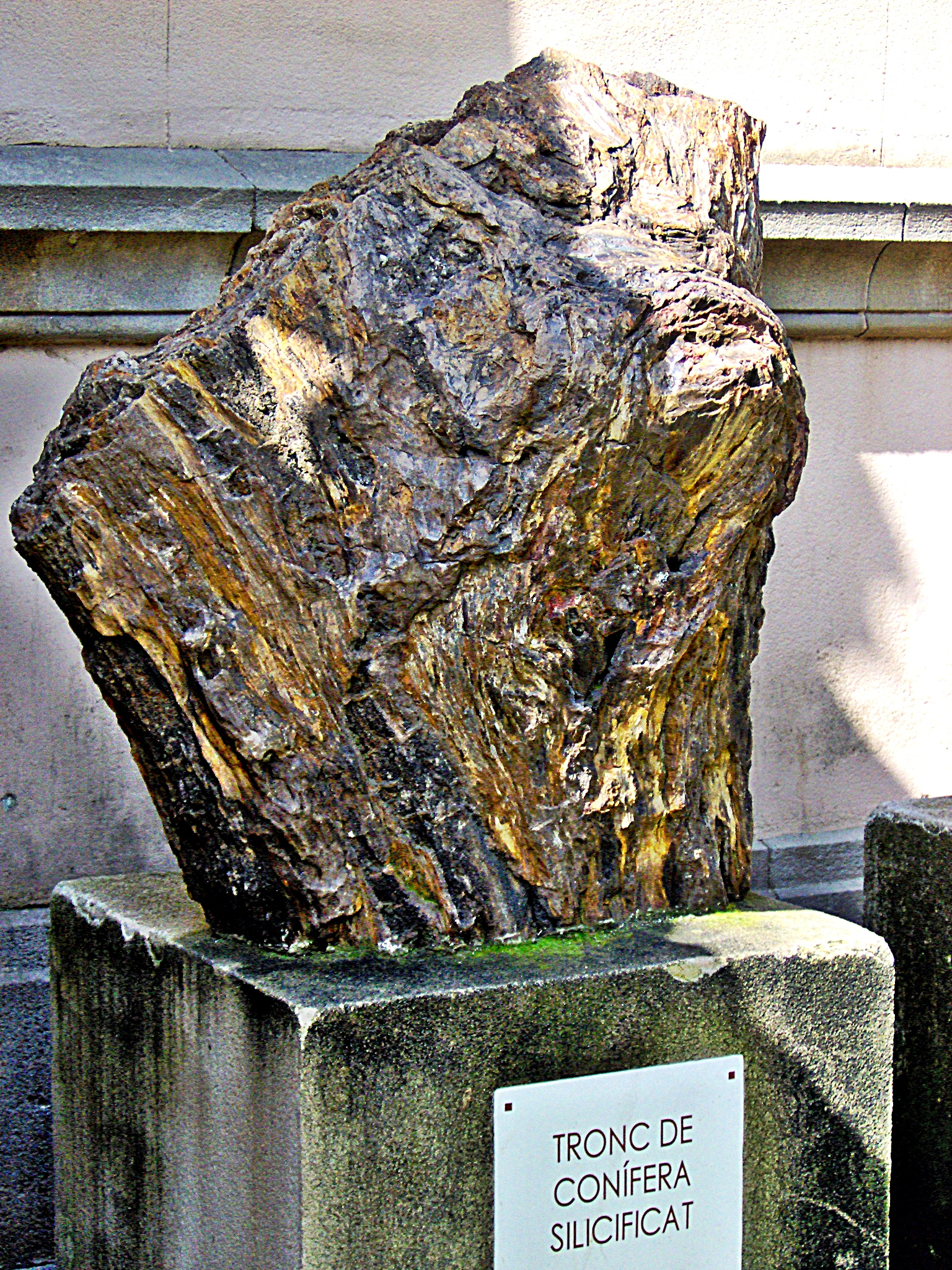
Tronc de conífera silicificat, davant del museu